# جيروم سوكو دوي
جيروم سوكو دوي (بالإنجليزية: Jerome Suku Doe)‏ (11 نوفمبر 1992 بمونروفيا في ليبيريا - ) هو لاعب كرة قدم ليبيري في مركز الهجوم. شارك مع منتخب ليبيريا لكرة القدم. أما مع النوادي، فقد لعب مع نادي لاو تويوتا ونادي صباح وMonrovia FC ‏.

## وصلات خارجية
- جيروم سوكو دوي على موقع قاعدة بيانات كرة القدم.إي يو (الإنجليزية)
- جيروم سوكو دوي على موقع Soccerway.com (الإنجليزية)